# Прапор Голованівського району
Прапор Голованівського району — затверджений рішенням Голованівської районної ради 2023 року.

## Опис
Прапор виготовлений в тонах герба та української палітри. Прямокутне полотнище має співвідношення полів 2:3. В його структурі враховано особливості району. Полотнище обрамлене білими смугами по 1/8 від ширини прапора кожна (що символізує межиріччя Південного Бугу та Ятрані). В середині полотнища навпіл розміщені малиновий та зелені фони. А на відстані 1/8 ширини прапора від древка на малиновому фоні обрамлений золотий щит — герб Голованівського району.
Автор прапора — Г.Чопенко.